# 1979年热带风暴艾琳娜
热带风暴艾琳娜（英語：Tropical Storm Elena）是1979年大西洋飓风季中沿德克萨斯州海岸线移动的一场弱热带风暴，也是该季第六场获命名的风暴，于8月29日经路易斯安那州南面的东风波发展而成。气旋总体向西北偏西移动，经小幅强化于9月1日以热带风暴标准下限强度登陆馬塔戈達島，然后在陆地上空迅速消散。艾琳娜沿途产生中等程度降水，间接致使休斯敦两人淹死；风暴造成的破坏程度很轻，损失数额不足1000万美元。气旋引起闪电，在休斯敦一艘油轮上引发火灾，间接导致三人死亡，13人受伤。

## 气象历史
8月17日，一股东风波离开非洲西岸向西移动，于8月22日经过小安的列斯群岛，东风波轴线于8月27日经过佛罗里达州。轴线周围组织出热带扰动，船只和浮标观测数据表明系统到8月29日已发展出下层环流。格林尼治平时当晚23点08分，飓风猎人侦察机确定系统已催生出热带低气压，气象机构因此把位于密西西比河河口以南约390公里海域的气旋归类成第十三号热带低气压。受美国东南部上空的高压脊影响，低气压总体继续保持向西移动，于8月30日晚升级成热带风暴并获名“艾琳娜”（Elena），成为1979年大西洋飓风季第六场获命名的风暴，比飓风弗雷德里克晚六小时。
艾琳娜存在的大部分时间都受到北向垂直风切变的不利影响，导致对流发展受限。逐渐逼近的锋面槽致使气旋北侧的高气压天气系统减弱，风暴转向西北逼近德克萨斯州海岸线。艾琳娜的组织结构杂乱无章，未经进一步强化就于9月1日以热带风暴下限强度登陆马塔戈达岛。气旋上岸后迅速弱化，于9月2日清晨在德克萨斯州东南部上空退化成残留低气压区。残余中层环流位于两个高气压天气系统之间，在沿海地区向西南飘移数天后于9月6日逐渐消散。

## 影响

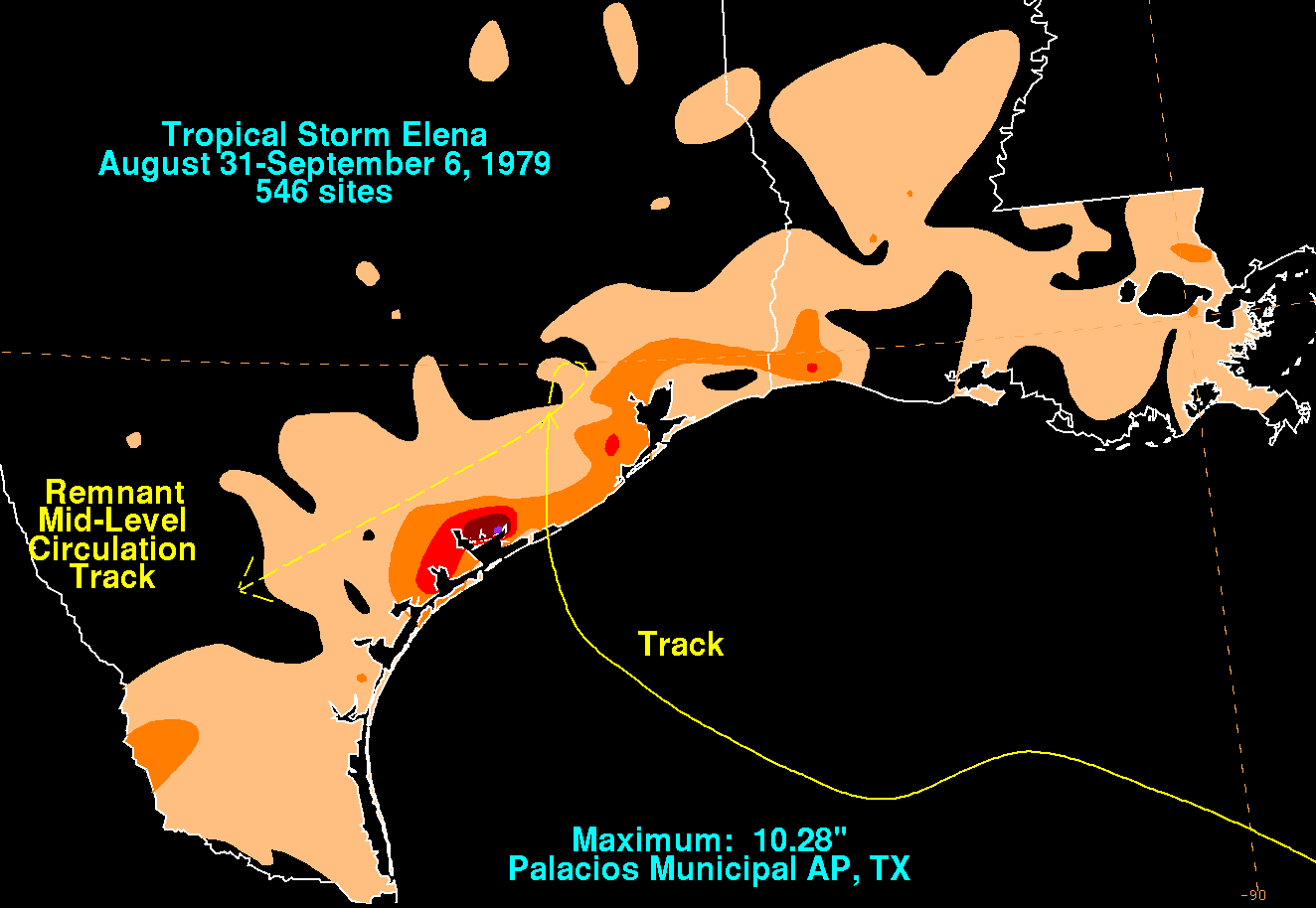
热带风暴艾琳娜的降水分布

气旋升级成热带风暴之际，美国国家飓风中心向德克萨斯州奥康纳港（Port O'Connor）至路易斯安那州摩根城发布烈风警告，直到艾琳娜登岸后才停止生效。风暴产生的风速不高，德克萨斯州加尔维斯敦某气象站所测最高阵风时速为74公里。气旋登岸期间在加尔维斯敦和贝敦产生0.9米的风暴潮。艾琳娜基本上只在沿海地区产生降水，并以马塔哥达县的帕拉西奥斯（Palacios）雨量最高，达261毫米，路易斯安那州海岸沿海也降下小雨。休斯敦测得117毫米雨量，引发的洪灾致使两人溺毙。整场风暴造成的损失相对较小，总额不到1000万美元。
哈里斯县鹿园（Deer Park，位于休斯敦附近）一处壳牌石油所有的码头附近停有一艘“雪佛龙夏威夷号”（SS Chevron Hawaii）”油轮，艾琳娜引发的闪电击中油轮，引发火灾，导致附近的驳船被毁，码头起火。船体几乎被闪电劈成两半，石油渗入休斯敦船道数小时之久。消防员搭乘小船灭火，但艾琳娜引发的恶劣天气令救火工作受阻。火灾共造成三人死亡，13人受伤，损失总额达2700万美元。